# 佐々木忠広
佐々木 忠広（ささき ただひろ、男性、1970年6月22日 - ）は、日本の元アマチュアボクシング選手。新潟県新潟市出身。1992年バルセロナオリンピックライトフライ級日本代表。身長163cm。巻農業高等学校（現・巻総合高等学校）、東京農業大学卒業。現 巻中央自動車学校 教官

## 経歴
高校時代の1988年、インターハイモスキート級、京都国体少年の部ライトフライ級で、いずれも優勝を収めた。
大学4年在学中の1992年、バルセロナオリンピックにライトフライ級の日本代表として出場し、7月26日の1回戦に5-3のポイント勝ちを収めたが、8月1日に行われた2回戦では7-10のポイント負けとなった。

## 獲得タイトル
- 第42回インターハイモスキート級優勝
- 第43回国体少年の部ライトフライ級優勝